# Das fidele Gefängnis
Das fidele Gefängnis ist ein deutscher Stummfilm in drei Akten von Ernst Lubitsch aus dem Jahr 1917. Er lehnt sich in Motiven an die Operette Die Fledermaus an. Harry Liedtke und Kitty Dewall sind als Ehepaar Alex und Alice von Reizenstein besetzt.

## Handlung
Alice von Reitzenstein sucht ihren Ehemann Alex und findet ihn betrunken unter seinem Schreibtisch – er hat die Nacht durchgefeiert. Als wäre das nicht schon schlimm genug, bringt der Postbote eine weitere schlechte Nachricht: Wegen nächtlicher Ruhestörung soll Alex für eine Nacht ins Gefängnis. Gedämpft wird Alices Entsetzen nur, als der Postbote auch verkündet, dass Fürst Zsbrschowsky zum Maskenball lädt. Alex spendiert seiner Frau zur Besänftigung Geld für einen neuen Hut.
Beim Hutkauf trifft Alice auf den ihr unbekannten, aber höflichen Egon Storch, der ihr nach Hause folgt und am Ende zum Tee eingeladen wird. Als Gefängnisdirektor Quabbe bei Alice erscheint, um Alex festzunehmen, gibt sich Egon als Ehemann aus und wird abgeführt. Die Verwechslungen gehen weiter, als Alice ihrem betrunkenen Ehemann zum Maskenball folgt und der sie nicht erkennt, als sie mit ihm flirtet. Auch das Dienstmädchen Mizi weiß die Anonymität des Balls zu nutzen und bandelt mit einem reichen, betrunkenen Mann an. Am Ende löst sich alles zur Zufriedenheit aller auf und Alex kehrt reumütig zu Alice zurück.

## Produktion
Die Bauten des Films stammen von Kurt Richter.
Die Zensur belegte Das fidele Gefängnis im November 1917 mit einem Jugendverbot. Der Film hatte am 30. November 1917 im U.T. Nollendorfplatz in Berlin Premiere. Eine Wiederaufführung des Films erfolgte im November 1919 unter dem Titel Ein fideles Gefängnis.

## Kritik
Die zeitgenössische Kritik bemängelte, dass man hier vergessen habe, „daß Straußsche Weisen, und seien sie die besten, sich nicht filmen lassen. So bleibt nur ein nettes Lustspielchen übrig“. Andere Kritiker meinten, dass der Film zwar eine Adaption der Fledermaus sei, „aber so glücklich zusammengestellt, mit so vielen reizenden Einfällen aufgefrischt und so flott und lebendig inszeniert, daß man gern darüber hinwegsieht. […] Alles in allem: es war ein durchschlagender Erfolg!“